# Ołobok (gromada w powiecie ostrowskim)
Ołobok – dawna gromada, czyli najmniejsza jednostka podziału terytorialnego Polskiej Rzeczypospolitej Ludowej w latach 1954–1972.
Gromady, z gromadzkimi radami narodowymi (GRN) jako organami władzy najniższego stopnia na wsi, funkcjonowały od reformy reorganizującej administrację wiejską przeprowadzonej jesienią 1954 do momentu ich zniesienia z dniem 1 stycznia 1973, tym samym wypierając organizację gminną w latach 1954–1972.
Gromadę Ołobok z siedzibą GRN w Ołoboku utworzono – jako jedną z 8759 gromad na obszarze Polski – w powiecie ostrowskim w woj. poznańskim, na mocy uchwały nr 32/54 WRN w Poznaniu z dnia 5 października 1954. W skład jednostki weszły obszary dotychczasowych gromad: Ołobok i Sławin ze zniesionej gminy Sieroszewice oraz Leziona ze zniesionej gminy Skalmierzyce Nowe w tymże powiecie. Dla gromady ustalono 14 członków gromadzkiej rady narodowej.
1 stycznia 1962 z gromady Ołobok wyłączono miejscowość Leziona, włączając ją do gromady Skalmierzyce w tymże powiecie, po czym gromadę Ołobok zniesiono, a jej (pozostały) obszar włączono do gromady Wielowieś tamże.